# 1852 en Bretagne
Chronologie de la Bretagne

 Chronologie de la Bretagne
- 1848
- 1849
- 1850
- 1851
- 1852
- 1853
- 1854
- 1855
- 1856

Cette page recense des événements qui se sont produits durant l'année 1852 en Bretagne.

## Événements
- 29 février et 14 mars : élections législatives françaises de 1852.

## Constructions
- en Côtes-d'Armor
  - Bréhat : chapelle Saint-Michel

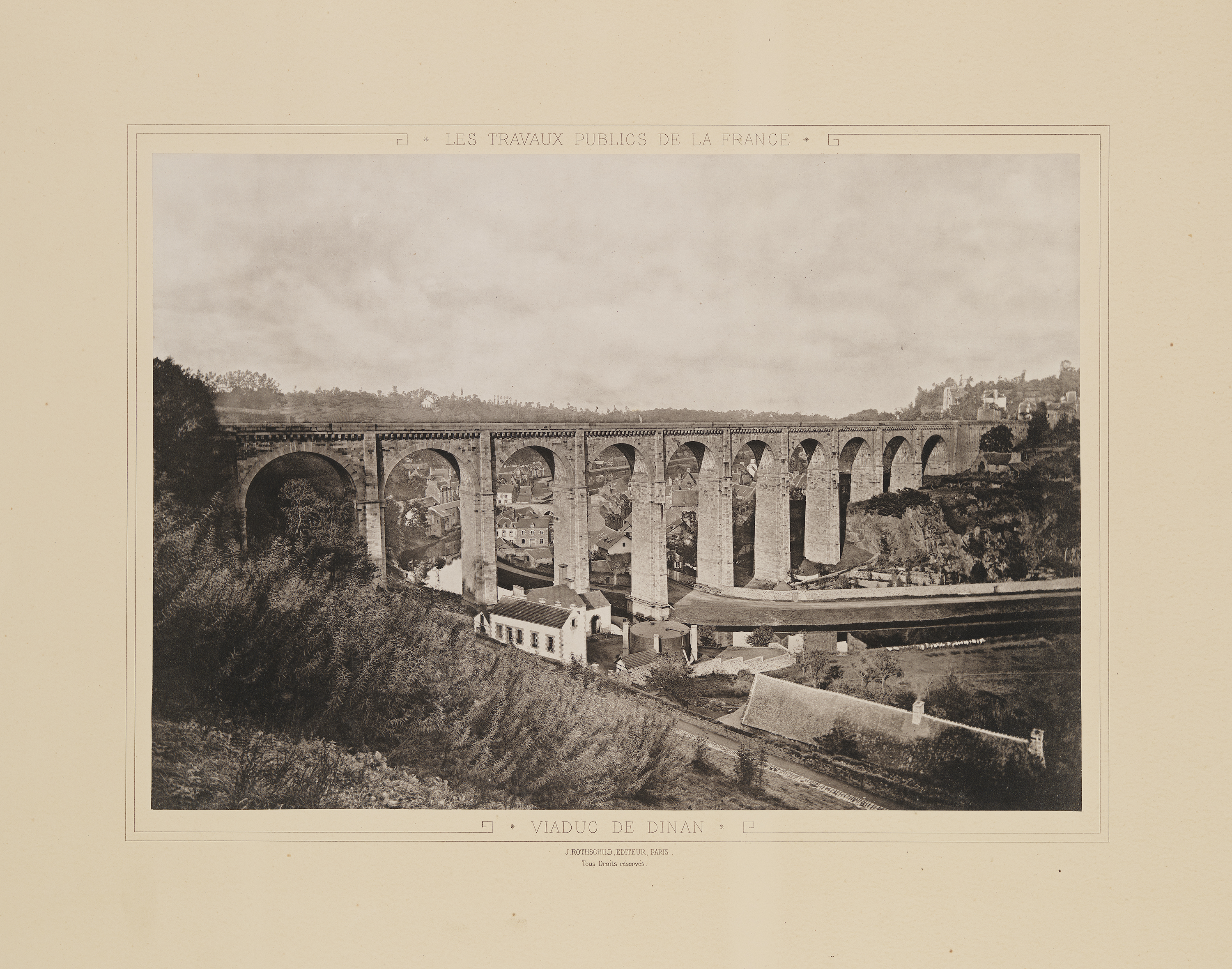
Le viaduc de Dinan en 1883.

  - Dinan : inauguration du viaduc le 12 septembre[1]
  - Kerien : clocher de l'église Saint-Pierre
  - Le Quillio : première campagne de construction de la mairie
- en Finistère
  - Landéda : chapelle Sainte-Marguerite
- en Ille-et-Vilaine
  - Guichen : agrandissement et transformation en minoterie du moulin de Pont-Réan
  - Laillé : clocher de l'église Saint-Pierre
  - La Noë-Blanche : achèvement des travaux de l'église Sainte-Anne
- Romazy : mairie
- en Morbihan
  - Baden : achèvement de la chapelle Saint-Mériadec

## Naissances

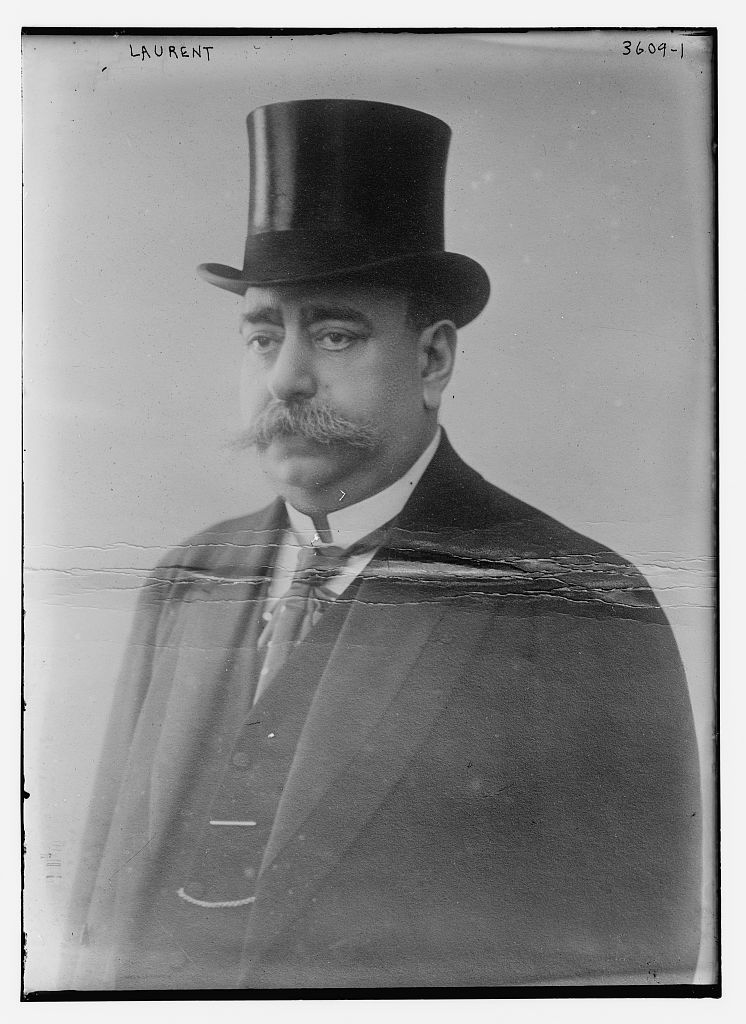
Emile Marie Laurent

- 27 janvier : Fulgence Bienvenüe (Uzel, 1852 ; Paris, 1936), ingénieur, « père » du métro parisien.
- 29 janvier : Louis Harel de la Noë (Saint-Brieuc, 1852 ; Landerneau, 1931) , ingénieur.
- 28 mai : Henri Mellet (Rennes, 1852 ; 1926), architecte.

- 1er octobre à Brest : Émile Marie Laurent, décédé le 1er octobre 1930 à Paris, haut fonctionnaire français. Il fut préfet de police de Paris de 1914 à 1917.

## Décès
- 26 février : Hélène Jégado (Plouhinec, 1903 ; Rennes, 1852), empoisonneuse condamnée à mort le 14 décembre 1851.
- 29 juin : Joseph de Cadoudal (Kerléano, 1784 ; 1852), chef chouan et militaire.
- 29 septembre : René Mathurin Robert (Paimpont, 1761 ; Ploërmel, 1852), homme de loi et homme politique.